# Bódy Magdi
Bódy Magdi (Budapest, 1953. július 15. –) Artisjus-díjas magyar énekesnő, zeneszerző, producer.

## Élete
Szülei korán elváltak, édesanyjával és nővérével Óbudán nőtt fel. Zenei tehetsége hamar megmutatkozott, nyolcévesen felvették a Magyar Rádió Gyermekkórusába. A VIII. kerületi Somogyi Béla utcai általános iskolába járt.
1965–69 között a Magyar Rádió és Televízió gyermekkórusával külföldön is szerepelt. Ekkor Japánban, az USA-ban (The Ed Sullivan Show, a Fehér Ház és a Carnegie Hall), Olaszországban, Oroszországban és más országokban turnézott, illetve lépett fel.
Középiskoláit a Vas utcai közgazdasági technikumban folytatta. Itt, a Mákvirág együttesben énekelt, és itt hallotta őt Miklós Tibor énekelni, ami után elhívta a Korong együttesbe énekesnőnek.
1969–72 között a Korong együttes énekese volt, amelynek tagjai voltak Miklós Tibor, Csuha Lajos, Miklóska Lajos, Dancsák Gyula és Hőnig Rezső is.
1972. január 18-án fiatal rockzenészek oratórikus formában megtartották a Jézus Krisztus szupersztár magyarországi ősbemutatóját. A zenei alapokat a Korong együttes biztosította; a tagok énekelték a főbb szólamokat is. A magyar rocktörténeti esemény egyik énekese volt Bódy Magdi. Ő énekelte Mária Magdolna világhírű dalát.
Tanulmányait a Liszt Ferenc Zeneművészeti Főiskolán, dzsessz tanszakon végezte 1972-76 között, ahol Vukán György tanítványa volt. Ez idő alatt a Köllő Miklós Pantomim Stúdió tagja volt. Turnézott Franciaországban és Spanyolországban.
Vukán György írta a zenéjét a Szikrázó lányok c. Bacsó Péter-filmnek, amelyben az egyik főszereplőnek kölcsönözte énekhangját és munkáslánykényt szerepelt is filmben.
1972–75 között a Generállal lépett fel. A zenekarral fuzionáló Mikrolied vokál alapító tagja volt, Selényi Hédivel és Várszegi Évával. Nagy sikerű turnék énekese (NDK, Lengyelország, Bulgária stb.)
Közben Szigeti Edittel beléptek a Virginia együttesbe. A csapat, amelynek rövid ideig tagjai voltak, indult az 1972-es Ki mit tud?-on is.
1975–80 között önálló zenekarával Bódy Magdi és együttese (Marshalkó Zoltán gitár, Aszalos Zoltán billentyűs, Debreceni Csaba dob, Temesvári András bass) turnézott és nagylemezt készített. A táncdalfesztiválok korai és későbbi korszakában is indult: 1972-ben a Hűvös szél, 1977-ben, a Metronóm ’77 versenyen a Rázd meg magad.
1981-ben pedig a Sakkfigurák című dallal. Ebben az évben a KFT-vel koncertezett, közös albumot terveztek, de a hanglemezgyár csak a KFT-nek adta ki. A lemezanyagból Magdi tv show műsort vett fel Szobanövény címmel. Az énekesnő elhagyta az országot, Kanadában és New Yorkban élt. 1981–99 között kanadai és amerikai dzsesszklubokban, rádiókban, tévékben énekelt. 1982–87 az ottawai konzervatórium tanára, majd New Yorkban folytatta karrierjét, énekiskolát alapított, tanított, és a Special EFX együttessel CD anyagot vett fel a Sony kiadásában és fellépett a Carnegie Hallban is.
1995-ben gospel stílusú Karácsonyi CD-je jelent meg Magyarországon.
2000-ben, újra a régi tagokból, összeállt egy koncert erejéig a Generál és a Mikrolied együttes.
2001-ben a Sony Music Entertainment kiadásában megjelent az Újra itthon CD, majd az ITT és MOST CD-je, majd külföldi turnék Bódy Magdi & Barátai jazz zenekarával (Spanyolország, Németország, Franciaország).
2021. november 21-én a Müpa Fesztivál Színházában gálakoncerttel ünnepelte pályafutásának 50 éves évfordulóját, ahol régi zenésztársai közül Szakcsi Lakatos Béla, a Generál és a Mikrolied vokál, a Freedom és a Stúdió 11 zenekar, Baktai Anikó és Majsai Gábor is fellépett.
2025. március 13-án átvehette a A Magyar Érdemrend Lovagkeresztje állami kitüntetést. Magdi (Kovács Kati, Cserháti Zsuzsa, Katona Klári, Keresztes Ildikó, Csepregi Éva után) a hatodik énekesnő a könnyűzenében aki részesült ebben az elismerésben.

## Külföldi művészek akikkel fellépett
- Buddy Rich Orchestra
- Donovan
- Nina Hagen
- Tina Turner
- Dizzy Gillespie
- Michael Bolton
- Cyndi Lauper
- Chieli Minucci
- Manfred Krug
- Gerald Veasley
- Lionel Cordew
- Special EFX

## Diszkográfia
| - 1978: Bódy Magdi I. - 1996: Szeretet - 1999: Újra itthon - 2000: Hová mész? - 2000: Itt és most - 2002: I love New York - 2006: Body and soul - 2010: Ez Az - 2016: Best of Bódy Magdi - 2016: Emlékeim, DVD - 2017: My Melody - 2018: Arany Karácsony | - 1973: Kívánságok (Mészáros Ágnes) - 1975: Hívj, hívj (Anderson–Ulvaeus–Bódy Magdi) - 1976: Azt mondta az anyukám (Presser–Adamis) - 1976: Nem tilthatom meg (Presser–Adamis) - 1977: Kőszobor (Szigeti Edit) - 1977: Egér-dal (Szigeti Edit) - 1978: Feléd - 1979: Nem akarok látni (Temesvári András) - 1979: Ha izgatott vagyok (Bódy Magdi) - 1981: Izgalom - 1981: Ezer év - 1981: Szobanövény - 1981: A kirakati rém - 1981: Tea |

## Filmjei
- Szikrázó lányok (1974)
- Veszélyes lehet a fagyi (2022)

## Díjai
- Az Intertalent Fesztivál nagydíja, közönségdíja (1975)
- a pozsonyi Lyra Fesztivál közönségdíja (1976)
- a Tessék választani! első díja (1978)
- a finnországi fesztivál fődíja (1979)
- a sopoti, torontói, New York-i dzsesszfesztiválok díjai
- Magyar Toleranciadíj (2010)
- Magyar Jótékonysági Díj (2013)[7]
- Magyar Esélyegyenlőségi Díj (2023)
- Artisjus-díj (2023)
- A Magyar Érdemrend lovagkeresztje (2025)[8]